# Буцко, Юрий Маркович
Юрий Маркович Буцко́ (28 мая 1938, Лубны, Полтавская область, Украинская ССР, СССР — 25 апреля 2015, Москва, Россия) — советский и российский композитор.

## Очерк биографии и творчества
Родился в городе Лубны Полтавской области в семье военнослужащего. После войны семья переехала в Москву, где он поступил в музыкальную школу, а затем на исторический факультет Московского государственного педагогического института, который оставил после двух курсов, чтобы продолжить занятия музыкой. После окончания хорового факультета Музыкального училища имени Октябрьской революции поступил на теоретико-композиторский факультет Московской консерватории в класс композиции С. А. Баласаняна. Закончил в 1966-м консерваторию, затем аспирантуру и в 1968 начал преподавать чтение партитур и инструментовку (закончил преподавание в звании профессора в 2013 году).
Первые произведения Буцко, получившие значительную известность, появились ещё в консерваторские годы. Они связаны с продолжением традиций русской музыкальной классики, в особенности М. П. Мусоргского: моноопера «Записки сумасшедшего» по Н. В. Гоголю, камерная опера «Белые ночи» по Ф. М. Достоевскому. Ряд сочинений 1960—1970-х годов связан с так называемой «новой фольклорной волной» в русской музыке этого периода: кантаты «Вечерок», «Свадебные песни», оратория «Сказание о Пугачевском бунте» (премьера была сыграна в 2019 году).
Оба эти направления сохраняются и тогда, когда Буцко сосредоточивается на разработке особой ладогармонической и полифонической системы, основанной на закономерностях древнерусских монодических (одноголосных) церковных роспевов (фундамент — 12-ступенный диатонический звукоряд — «обиходный лад», в котором опорные тоны, отстоящие друг от друга на кварту, в сумме своей составляют «двенадцатизвучие на расстоянии»). Самое крупное произведение этого стиля — «Полифонический концерт. Девятнадцать контрапунктов для четырёх клавишных инструментов, хора и ударных инструментов на темы русского знаменного роспева» (около 3 с половиной часов звучания). Затем элементы созданной системы входят органической частью в музыкальный язык композитора, а древнерусские темы свободно разрабатываются в его сочинениях.
В последние десятилетия Буцко отдавал предпочтение крупной инструментальной форме: 7 «больших» симфоний, жанровые симфонии-сюиты на фольклорном материале, камерные симфонии, концерты для солирующих инструментов с оркестром, камерно-инструментальные циклы. Из вокально-симфонических произведений этих лет наиболее значительные — оратория «Песнослов» на стихи Николая Клюева и «Канон Ангелу Грозному, Воеводе и Хранителю» (на тексты Ивана Грозного) для солистов, хора и инструментального ансамбля.
В разных сочинениях Буцко встречаются неоднократно знаменные темы, особенно часто — как «итог», «вывод», преимущественно в финалах больших циклических форм, хотя и не только в них. В подобных случаях — то есть в сочетании с темой или с текстом в вокально-инструментальных произведениях — авторская «система» может быть легко воспринята на слух. В других ситуациях её влияние менее очевидно, но оно несомненно постоянно присутствует в гармоническом языке композитора, в принципах построения формы, в общем профиле его сочинений.
Примечательно, что Буцко, знающий современный церковно-певческий обиход и хорошо знакомый с древней традицией, не прибегает в своем творчестве впрямую к церковно-певческим формам, то есть не сочиняет музыкальные циклы литургии, всенощного бдения и проч. Ему очевидны преграды, возникающие при совмещении современного художественного сознания с требованиями церковного канона, и потому, так или иначе входя в поле церковной традиции, он не посягает на «богослужебность» своих композиций и всячески избегает «декоративной» стилизации церковной интонационности. Можно сказать, что знаменное пение воспринимается им прежде всего как некий совершенный многогранный кристалл, свет на который может падать с той или иной стороны, с разной степенью яркости, того или иного цвета, но никогда не исчерпает всего, что скрыто в этом кристалле.
Именно поэтому композитор всегда подчеркивал, что «знаменный лад» Полифонического концерта ни в коей мере не является «универсальной», «тотальной» системой, подобно додекафонии, сериальной технике и проч. «Система» Буцко неразрывно связана и с тем миром, из которого она выросла, и с личностью композитора. Попытки применить предложенные ладовые или конструктивные принципы выборочно, как «приемы», не могут привести к сколько-нибудь ценному результату (а такие попытки предпринимались).
Начиная со второй половины 1960-х и до середины 1980-х годов Буцко много работал в театре и в кино, в частности, в Театре на Таганке (музыка к спектаклям «Пугачев», «Мать», «Гамлет» и др.), в Театре имени Моссовета («Петербургские сновидения», «Братья Карамазовы» и др.), на студии «Мосфильм» (телесериал «Хождение по мукам» по роману А. Н. Толстого, музыка к реставрации кинофильма «Барышня и хулиган» с участием В. В. Маяковского и др.).
Некоторые сочинения Буцко (в том числе крупной формы) остаются неисполненными и неизданными.
Умер 25 апреля 2015 года в Москве. Похоронен в могиле родителей на Введенском кладбище (5 уч.). здесь же похоронена жена Рахманова Марина Павловна (1947—2022) — музыковед, доктор искусствоведения, ведущий научный сотрудник Государственного института искусствознания.
Дочь — Анастасия Буцко, училась в Училище им. Гнесиных и Кельнской консерватории, музыкальный критик, обозреватель Deutsche Welle, живет и работает в Германии.
Сын — Федор.
Внук — Лука (сын Анастасии, 2008 г.р.).

## Сочинения

### Музыкальный театр

#### Оперы
- «Записки сумасшедшего» (по Н. В. Гоголю, 1964)
- «Белые ночи» (по Ф. М. Достоевскому, 1968)[6]
- «Из писем художника» (по К. А. Коровину, 1974)
- «Венедиктов, или Золотой треугольник» (по А. В. Чаянову, 1983)

#### Балет
- «Прозрение» (1974)

### Кантаты и оратории
- Кантата № 1 «Вечерок» (на фольклорные тексты, 1961)
- Кантата № 3 «Свадебные песни» (на фольклорные тексты, 1970)
- Кантата № 4 «Маяковский — детям» (1968)
- Кантата № 5 «Четыре старинных песнопения» (на тексты русских духовных стихов, 1969)
- Кантата № 6 «Литургическое песнопение» (на литургические православные тексты, 1982)
- Кантата № 7 «Метаморфозы» (на французские тексты Б. де Дарделя, 1986).
- Канон Ангелу Грозному (на тексты посланий Ивана Грозного, 2009)
- Оратория № 1 «Сказание о Пугачевском бунте» (на тексты народные и А. С. Пушкина, 1970)
- Оратория № 2 «Песнослов» (на стихи Н. А. Клюева, 2003)

### Для большого симфонического оркестра

#### Симфонии
- Симфония в 4-х фрагментах (№ 2), 1972
- Симфония-дифирамб (№ 3, с солирующим фортепиано), 1976
- Симфония-речитатив (№ 4), 1986
- Симфония-интермеццо (№ 5), 1992
- Симфония-эпилог (№ 6), 1993
- Симфония № 7 (1996)
- Примечание. Симфонии № 4, 5 и 6 образуют цикл «Русь уходящая».

#### Симфонии-сюиты
- «Древнерусская живопись» (1970)
- «Из русской старины» (1982)
- «Господин Великий Новгород» (1987)
- «Народная Русь Христа ради» (1992)
- «Голос далеких окраин» (1993)
- Музыкальные сцены (по «Лисистрате» Аристофана, 2009)

### Для камерного оркестра
- Симфония для струнных (1965)
- Камерные симфонии
  - № 1 "Торжественное песнопение (1973)
  - № 2 «Ода памяти жертв Революции» (1983)
  - № 3 «Духовный стих» (1982)
- Концертная симфония "Письма без адреса (с солирующими альтом и скрипкой, 2000)
- Концертная симфония «Преображение» (с солирующими скрипкой и альтом, 2001)
- Концертная симфония «Весенние мотивы» (2005)
- «Литургическая музыка» (2007)
- Концертная симфония «Безмолвие осени» (2008)

### Концерты для солирующих инструментов с оркестром
- Концертино для фортепиано и камерного оркестра (1963)
- «Эпитафия» (Концерт № 1 для скрипки с оркестром, 1975)
- «Плач» (Концерт № 2 для скрипки с оркестром, 1982)
- Концерт № 3 для скрипки с оркестром (1997)
- «Эклога» (Концерт № 1 для альта с оркестром, 1989)
- Концерт № 2 для альта и камерного оркестра (2001)
- Концерт № 1 для виолончели с оркестром (1968)
- «Ричеркар» (Концерт № 2 для виолончели с оркестром, 1979)
- «Приглашение к вальсу» (Концерт для струнного оркестра, 1996)
- Каприччио для фортепиано с оркестром (2004)
- Концерт № 4 для скрипки с оркестром (2005)

### Камерно-инструментальные сочинения
- Трио-квинтет «Es muss sein» для струнных и фортепиано (1970)
- Фортепианное трио № 1 (1972)
- «Полифонический концерт» для 4-х клавишных инструментов (1972)
- Соната № 1 для двух фортепиано (1974)
- Соната № 2 для двух фортепиано (1974)
- Соната № 1 для скрипки и фортепиано (1975)
- Струнный квартет № 1 (1975)
- Соната для альта и фортепиано (1976)
- Струнный квартет № 2 (1979)
- Струнный квартет № 3 (1982)
- Струнный квартет № 4 (1983)
- Фортепианное трио № 2 «Путь навстречу» (1994)
- Фортепианное трио № 3 «Из дней моей юности» (2002)
- Струнный квартет № 5
- Струнный квартет № 6
- Струнный квартет № 7
- Фортепианное трио № 4 «Ангел пустыни»

### Для фортепиано
- Партита (1965)
- «Пасторали», цикл пьес (1966)
- Соната в 4-х фрагментах (1972)
- «Из дневника», цикл пьес (1990—2007)

### Для органа
- Прелюдия, дифирамб и постлюдия (1968)
- Полифонические вариации на древнерусскую тему (1974)
- Большая органная тетрадь (2003; посв. Л. Б. Шишхановой)[7]
- Вторая Большая органная тетрадь: Русские Образы, Картины, Сказания, Были и Небылицы (2010; посв. М. Н. Чебуркиной)[8]

### Вокальные циклы
- 6 сцен на стихи из поэмы А. А. Блока «Двенадцать» для баса и фортепиано (1957—1962)
- «Одиночество» на стихи В. Ф. Ходасевича для баритона и фортепиано (1966)

### Сочинения для хора a cappella
- 6 женских хоров (на народные тексты, 1968)
- «Дорожные жалобы» (на стихи А. С. Пушкина, 1990; посв. С. С. Калинину)

### Музыка для кино
- 1968 — «Девчонка с буксира» (короткометражный)
- 1968 — «Первая любовь»
- 1970 — «Россия в её иконе» (документальный)
- 1971 — «Древнерусская живопись» (документальный)
- 1971 — «Эти разные, разные, разные лица…»
- 1972 — «Фока - на все руки дока» (мультипликационный)
- 1972 — «Любимые страницы» (спектакль-концерт)
- 1973 — «Поэт на экране („Барышня и хулиган“)» (документальный)[9]
- 1975 — «Пошехонская старина»
- 1977 — «Хождение по мукам» (сериал, эпизод)
- 1977 — «Позови меня в даль светлую»
- 1979 — «Ярость»
- 1980 — «Художник из Шервудского леса»
- 1981 — «Через Гоби и Хинган»
- 1982 — «Ревизор» (фильм-спектакль)
- 1982 — «Ветер про запас» (мультипликационный)
- 1983 — «Сирано де Бержерак» (фильм-спектакль)
- 1984 — «Господин Великий Новгород»
- 1985 — «Берега в тумане»
- 1985 — «Долгая память»
- 1985 — «Набат на рассвете»
- 1987 — «Дни и годы Николая Батыгина» (мини-сериал)
- 1988 — «Гулящие люди»
- 1991 — «Место убийцы вакантно…»
- 1991 — «Машенька»
- 1991 — «За что?» (мини-сериал)
- 1991 — «Откровение Иоанна Первопечатника»
- 1992 — «Прорва»
- 1992 — «Время собирать камни»
- 1994 — «Мартовские иды»
- 1995 — «Под знаком Скорпиона» (мини-сериал)

### Прочие сочинения
- Музыка к театральным постановкам.
- Музыка к аудиоспектаклям для детей (10 грампластинок фирмы «Мелодия»).
- Инструментовки произведений русских классиков для большого и камерного оркестров (Мусоргский, Рахманинов, Глазунов, Лядов).

## Записи сочинений
1. ↑  Рахманова М. П. БУЦКО // Буцко — Большая российская энциклопедия, 2016.
2. ↑  http://www.mosconsv.ru/ru/person.aspx?id=31395
3. ↑  Youri Markovitch, Юрий Маркович, Yuri Markovich, Juri Markowitsch Boutsko // Musicalics (фр.)
4. ↑  Анастасия Буцко. Журнал "Музыкальная жизнь". Дата обращения: 8 ноября 2024. Архивировано 4 октября 2024 года.
5. ↑  Classical music news Ru. Анастасия Буцко: «Надо просто открыть двери. Сделать доступными ноты. Записать то, что можно записать» (2 июня 2018). Дата обращения: 8 ноября 2024. Архивировано 30 ноября 2024 года.
6. ↑  Опера «Белые ночи» Архивная копия от 14 декабря 2016 на Wayback Machine (Санкт-Петербург, 2011)
7. ↑  «Большая органная тетрадь» (издательство Natives Éditions, Франция) на Google Play Архивная копия от 3 февраля 2016 на Wayback Machine, iTunes Архивная копия от 25 января 2016 на Wayback Machine, Spotify Архивная копия от 21 января 2016 на Wayback Machine, Deezer, Qobuz Архивная копия от 22 января 2016 на Wayback Machine
8. ↑  «Вторая Большая органная тетрадь» на Youtube Архивная копия от 3 февраля 2016 на Wayback Machine (Россия, Италия, Люксембург, 2012—2015)
9. ↑  ПОЭТ НА ЭКРАНЕ | Энциклопедия KM.RU. Дата обращения: 16 октября 2019. Архивировано 16 октября 2019 года.